# Wieland Sorge

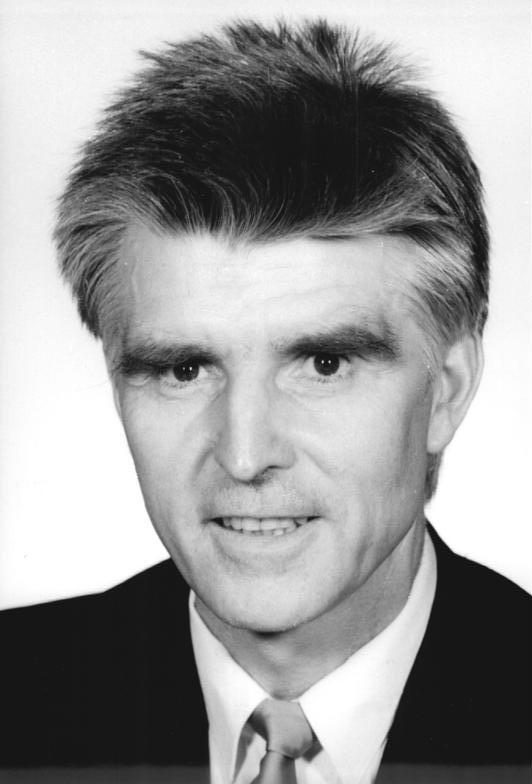
Wieland Sorge im Jahr 1990

Wieland Sorge (* 27. Januar 1939 in Ponitz, Kreis Altenburg) ist ein ehemaliger deutscher Politiker (SPD) und Träger des Verdienstkreuzes am Bande.
Nach dem Abitur war Sorge zunächst als Maschinenschlosser tätig. Danach studierte er Geschichte und Sport an der Friedrich-Schiller-Universität Jena und der Pädagogischen Hochschule in Potsdam. Von 1963 bis 1990 arbeitete er als Lehrer in der südthüringischen Stadt Meiningen.
Im Januar 1990 trat Sorge in die SDP Meiningen ein, die später zur SPD wurde. Bei der Volkskammerwahl 1990 gelang ihm der Einzug in die Volkskammer. Das Mandat behielt er bis zum Ende der DDR am 2. Oktober 1990. Einen Tag später wurde er Mitglied des Deutschen Bundestages. Bei den darauffolgenden Bundestagswahlen 1990, 1994 und 1998 konnte er sein Mandat bestätigen, 1998 gewann er das Direktmandat im Bundestagswahlkreis Meiningen – Bad Salzungen – Hildburghausen – Sonneberg. Seit seiner Verabschiedung aus dem Deutschen Bundestag im Jahr 2002 ist Wieland Sorge in verschiedenen Institutionen und Ehrenämtern tätig. Er ist unter anderem Mitbegründer der Theaterstiftung Meiningen, Vizepräsident des Thüringer Fußballverbandes und Präsident des DRK-Kreisverbandes Meiningen.
Anlässlich seines 70. Geburtstages wurde Wieland Sorge am 27. Januar 2009 zum ersten Ehrenvorsitzenden der Meininger SPD gewählt. Am 11. März 2010 überreichte ihm Ministerpräsidentin Christine Lieberknecht wegen seiner Verdienste, insbesondere bei der Sportpolitik sowie der Verwirklichung der Verkehrsprojekte Deutsche Einheit, das Verdienstkreuz am Bande der Bundesrepublik Deutschland. Von Januar 2011 bis Oktober 2011 war Sorge Geschäftsführer der Helipark GmbH, einem deutsch-chinesischen Joint-Venture-Unternehmen für den Bau von zweisitzigen Hubschraubern.